# Zelotes tristis
Zelotes tristis este o specie de păianjeni din genul Zelotes, familia Gnaphosidae. A fost descrisă pentru prima dată de Thorell, 1871.
Este endemică în Sweden. Conform Catalogue of Life specia Zelotes tristis nu are subspecii cunoscute.